# Pointe de l'Est

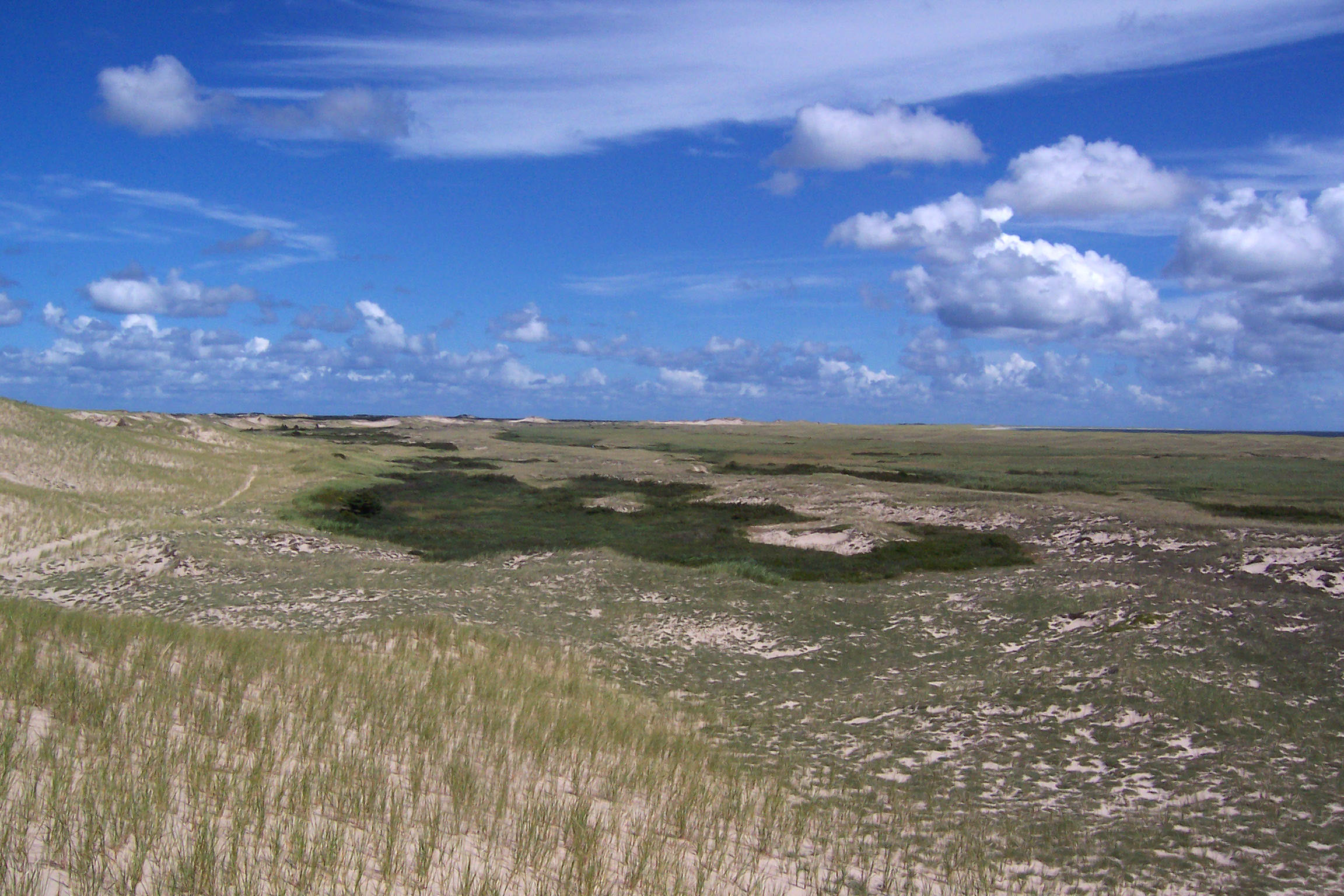
Paysage de la pointe de l'Est.

La pointe de l'Est, comme son nom l'indique, correspond à l'extrémité orientale de l'archipel des îles de la Madeleine. On y accède par la route 199, entre les villages de Old Harry et Grosse-Île.
La pointe est principalement occupée par la réserve nationale de faune de la pointe de l'Est et le refuge faunique de la Pointe-de-l'Est. L'île est en bonne partie une formation dunaire, recouverte de marais et de plans d'eau.
On y trouve entre autres des canneberges.